# 库尔珀组
库尔珀组（英语：Culper Ring）是美国陆军少校（后为上校）本杰明·塔尔米奇在美国独立战争激烈交战之际，在英国占领纽约期间，于1778年夏天，在乔治·华盛顿上将的命令下，组织的一个间谍组。“库尔珀”这个名字是华盛顿由弗吉尼亚的库尔佩珀县这个地名而提出的。这个组织的两位主要成员，亚伯拉罕·伍德哈尔与罗伯特·汤森分别使用“老塞缪尔·库尔珀”（Samuel Culper, Sr.）和“小塞缪尔·库尔珀”（Samuel Culper, Jr.）为化名。塔尔米奇与这个组织保持直接联系并且支配与管理它，但是华盛顿也经常指挥它的运作。亦有文獻提及塔尔米奇使用“约翰·博尔顿”（John Bolton）这一化名。
这一组织的任务是发送关于英军在纽约市的活动的消息给华盛顿将军。纽约市当时是英军的总部，也是其活动基地。库尔珀组的成员大多是在纽约市、长岛和康涅狄格活动。库尔珀组的隐蔽活动大约在1778年10月下旬开始，一直持续到了英军在1783年撤离纽约，不过它的全盛期是在1778年与1781年期间。
库尔珀组提供宝贵的信息给华盛顿将军，包括在法军与美军刚结盟之际，当法军艰难地渡海来到美国，英军计划在法国人能够全面占领罗得岛州的纽波特并在那里建立防御工事之前，对罗尚博中将在那里的军队发动突然袭击；英国人打算用本应制造大陆元的纸来伪造美国货币，促使大陆会议收回那些钞票；英军少将威廉·特赖恩在1779年7月突袭康涅狄格是为了分散对方注意力，引诱华盛顿分割其军力，如此英军中将亨利·克林顿爵士便能将他们各个击破；还有一位美军的高官——很快表明是美军少将本尼迪克特·阿诺德——与英军少校约翰·安德烈密谋放弃在纽约州的哈德逊河的西点的极为重要的美军堡垒的驻军并将这座堡垒移交给英军。

## 背景

### 英军占领纽约市
在美国殖民地军队的压力下，威廉·豪将军指挥的英军在1776年3月17日撤离马萨诸塞的波士顿并航向新斯科舍的哈利法克斯以重整军队。在豪将军的军队完成撤离之前，美军将领乔治·华盛顿已开始移师纽约市。大多数美军部队已于4月中旬抵达了那里以开始布防。华盛顿正确地料想到了豪将军将会返回纽约市以使之成为英军的活动基地。

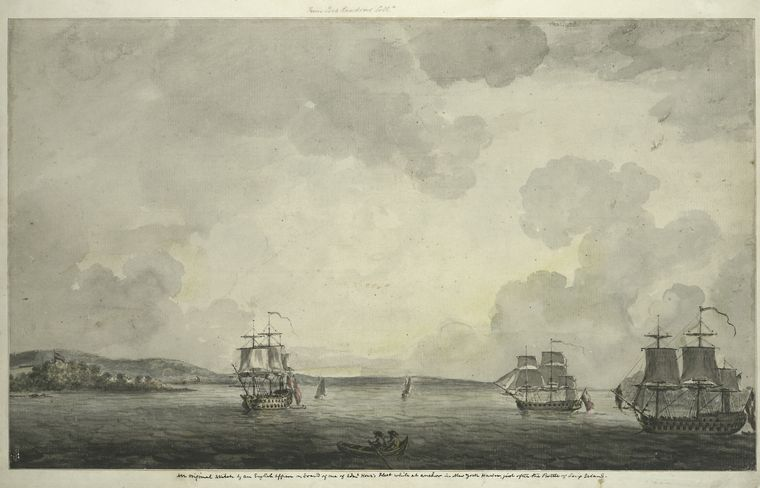
英国于1776年接管纽约市后，出现在纽约港的英国船只

豪将军的运兵船在1776年6月28日开始抵达纽约港。在1776年7月3日，豪将军的士兵开始在无防御的史泰登岛登陆。豪将军的兄长，海军中将理查德·豪，于次周抵达，开始管理英国海军。直到1776年8月12日，都有英军士兵和黑森兵持续抵达。华盛顿在纽约并没有能够依赖的间谍网络来为他提供情报，这不像在波士顿，有众多的爱国者之前曾组织过针对英军的间谍行为，来为华盛顿提供情报。而另一方面，英军在纽约市则能够依赖众多的效忠者获取情报。因此，华盛顿分割了他的兵力更弱的军队，以防御长岛和曼哈顿岛上的若干个可能受到英军袭击的地点。
当豪将军的一切兵力都就位了的时候，他最初的举动却并没有使华盛顿警觉到大陆军面对的最大的危险，这是因为华盛顿的情报人员严重地低估了英军的兵力。在1776年8月22日，英军士兵从史泰登岛登陆了长岛，以开启纽约与新泽西军事活动来将大陆军赶出纽约市。
起初，在1776年8月27日，英军在长岛战役中战胜了美军防御者，迫使美军退回到了他们在布鲁克林高地的防御工事内。在1776年8月30日，在英军能够攻击兵力更弱且士气低落的美军之前，华盛顿的部队悄悄地从长岛撤退到了曼哈顿。在9月15日，豪将军袭击了驻扎在纽约市的大陆军部队，之后探明了只有曼哈顿南部还有美军，并登陆了基普湾，将美军赶出了这座城市并捕获了他们在那儿的所有大炮。尽管次日，1776年9月16日，美军在哈莱姆高地战役获得了胜利，豪将军仍然迫使大陆军完完全全地通过一系列的调动与交战而丢弃了曼哈顿。这些调动与交战中，最为重大的是华盛顿堡战役。在此役中英军于1776年11月16日几乎俘虏了3000人。
在12月上旬，美军已被迫穿越新泽西，撤往宾夕法尼亚。英军控制了纽约市并使之成为了他们的军事总部和活动基地，直到1783年战争结束。
根据一些原始资料，华盛顿于1776年12月26日对新泽西的特伦顿的黑森驻军的大成功袭击是极大地受助于一名爱尔兰裔美国间谍，约翰·赫尼曼。他提供了关于黑森营地的信息，以及黑森人计划的圣诞节庆祝活动的信息，并且他还给了黑森人关于大陆军军情的假情报。不过，在中情局《情报调查杂志》（Studies in Intelligence Journal）的一篇文章中，亚历山大·罗斯揭穿了赫尼曼的故事的真相，将此追查到了他的女儿和外孙。尽管这个故事已广泛接受，罗斯仍指明大卫·麦卡洛在他的书《1776》中没有对此的记录。在《华盛顿渡口》（Washington's Crossing）中，他还引述到了历史学家大卫·哈基特·费希尔，声称“[这个故事]也许有可能是真的，但是在这位历史学家的评判之中，赫尼曼的传奇故事是没有证据支持的。它未在这里用到。”

### 美方在纽约市的早期的情报活动

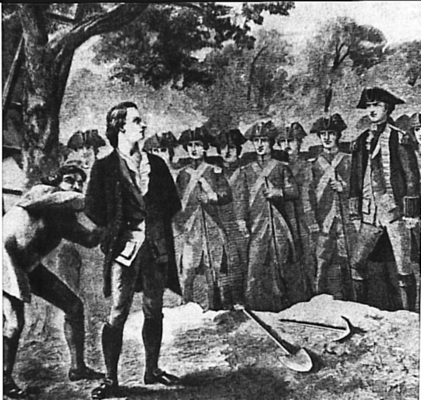
许多的早期的情报活动都以失败告終，比如遭到逮捕并处死的间谍内森·黑尔。这些向华盛顿证明了良好组织的情报工作的必要性。

在豪将军离开史泰登岛之前，华盛顿从一些单独行事的密探们那里收到了有着形形色色的效用的信息。这些密探包括劳伦斯·马斯科尔（Lawrence Mascoll），他在8月23日前在史泰登岛获得了一些情报。华盛顿在将他的部队从布鲁克林高地撤走后，要求威廉·希思准将与纽约民兵将领，很快成为纽约州长且之后成为美国副总统的乔治·克林顿在长岛设立“一条信息渠道”。华盛顿尚未试图在敌人的阵线之后确立固定性的密探。他的下一名密探是未经训练且容易辨认的内森·黑尔上尉。当黑尔试图在纽约市获得情报之时，狡猾无情的效忠派游击兵罗伯特·罗杰斯將之捕获，并立刻在1776年9月22日由英国人处死。
在1777年1月，华盛顿认为平民当间谍会吸引更少的注意，并且他们必须招募别的密探们来收集信息。他要求纽约省级议会的“纽约侦查与挫败阴谋委员会”的成员威廉·杜尔推荐某人来当密探。杜尔推荐了一名同僚，纳撒尼尔·萨基特（Nathaniel Sackett）。华盛顿指派内森·黑尔的同班同学及朋友本杰明·塔尔米奇上尉成为萨基特与军方的联络人。
塔尔米奇在1777年4月7日晋升为少校，他的团从康涅狄格應召来加入大陆军主力，并且他几乎没什么时间来专心做情报工作。萨基特发展了一些间谍活动的高级方法和新方法，比如让一名密探待在敌方领地并找到一个用来进行定期交流的方法。他在1777年4月7日在一封给华盛顿的信中详述了这些方法，这一天也是塔尔米奇晋升的日期。萨基特还招募了一些密探，并且这些人的身份仍然未知。他发现了英军在建造平底舟以用在攻打费城的军事活动中。萨基特没为华盛顿在足够快的时间给过足够正确的情报，无论如何，他很快收到了钱，並遭到解雇。在1777年早期，美军上校伊莱亚斯·代顿设立了一个间谍网络，以在史泰登岛上同一名已经确立的美军情报密探约翰·默瑟留（John Mersereau）做平行的工作。

### 英军占领费城与从该地撤军
关于豪将军意图移师攻打费城，萨基特的情报是正确的。豪将军通过水路将他的军力移到了马里兰的切萨皮克湾的“马鹿头”（Head of Elk），这是因为他相信美军在特拉华河上的防御工事太强大了，以至于难以攻打它们。在1777年9月11日的布兰迪维因战役中，华盛顿未能成功阻挡住英军。英军于9月26日夺取了费城。情报采集的焦点转换为了费城。华盛顿又指派了约翰·克拉克少校。克拉克曾成功地在长岛进行过间谍活动，此时已回到了军中，不过他已在布兰迪维因战役之前的一场小战中身受重伤。克拉克设立了一个成功的间谍网络，但是他未治愈的创伤和连续不停的劳累使得他筋疲力尽，并且他不得不退居到案头工作。
在1778年晚春，英军发现费城补给困难且易攻难守。他们的新总司令亨利·克林顿爵士将军奉命离开费城并防御纽约市。法国已经与美国人结盟，这增加了英軍駐纽约部隊受到攻击的可能性。克林顿在1778年6月10日开始撤离费城。大陆军在英军返回纽约期间，在1778年6月28日的蒙茅斯战役中攻击了他们，加速了英军的移动。克林顿的军力撤退到了新泽西的桑迪胡克并且从那里，他们乘船前往他们已经占领了几乎两年的纽约市。

## 库尔珀组的建立

### 最初的形成
情报采集的焦点又回到了纽约，而此时，华盛顿在那里缺少一个间谍网络。在1778年8月7日，华盛顿在康涅狄格的诺沃克收到了一封来自凯莱布·布鲁斯特中尉的信。布鲁斯特表示愿意报告敌情，对此华盛顿谨慎地同意了并且带着忠告进行了回复。在8月27日，布鲁斯特发送了他的第一份报告，其中包括在罗得岛战役之初，英军战船经历了一场暴风雨和几次与法军战船的战斗之后的情况。布鲁斯特还报告英军部队的一些团正在登船，打算坐船去罗得岛的纽波特。
华盛顿指派查尔斯·斯科特将军指挥布鲁斯特并找到额外的密探。他还要求本杰明·塔尔米奇少校助斯科特一臂之力。斯科特有许多别的职责并且他发现情报工作索然无趣。因此，塔尔米奇做了大多数的这些情报工作，而华盛顿很快就直接要求塔尔米奇招募足以信任、可在纽约市收集情报的人员。
塔尔米奇推荐长岛上苏福克县的锡托基特的亚伯拉罕·伍德哈尔为布鲁斯特的联络人。伍德哈尔是布鲁斯特和塔尔米奇二人的童年朋友。几个月前，伍德哈尔曾被一艘美国船俘虏过，并遭控非法贸易，对此，他确实是有罪的。他关押在康涅狄格，直到塔尔米奇悄悄地与乔纳森·特兰伯尔州长进行了交谈，使之释放了伍德哈尔。在伍德哈尔离开康涅狄格之前，塔尔米奇跟他说了加入华盛顿的秘密事业的事。在8月25日，在与华盛顿和斯科特共同进餐时，塔尔米奇使华盛顿相信了伍德哈尔是靠得住的。在那顿饭中，这几位官员为伍德哈尔设计了“塞缪尔·库尔珀”这个化名。华盛顿表示库尔珀是弗吉尼亚的库尔佩珀县的县名的变形，他在青春时代曾在那里当过测量员。
塔尔米奇和不随和的斯科特相处得并不好，并且他们对于间谍行动的方式也意见不同。斯科特希望继续使用和任务一对一的密探来潜入和潜出敌方阵线，而塔尔米奇偏爱将间谍们埋入敌方领地并建立一条能将信息传回基地的安全的交流线路。在9月上旬，当斯科特失去了五名派去侦察纽约市的英军的密探中的三名之时，华盛顿决定應該使用塔尔米奇的方式，并且早在10月22日，华盛顿便在直接与塔尔米奇交流关于设立一个包含伍德哈尔和布鲁斯特的网络的事情。在10月29日，斯科特辞去了情报长官之职，而华盛顿指派了塔尔米奇来领导情报网络。

### 早期活动
起初，伍德哈尔每几周都将去纽约市采集情报。伍德哈尔的姐妹玛丽·昂德希尔（Mary Underhill）是一名住在纽约市里的已婚女士。她的存在给了伍德哈尔一个造访纽约市的理由。在10月31日，他在英军的检查站遭到了质询。这件事增大了他对这个危险任务的焦虑。然而，他还是带着有关英军补给舰队的珍贵的信息返回了锡托基特在1778年11月23日，伍德哈尔提供了一份关于纽约市的英军各分队特征、部队人数及部署的准确的报告。这证明了他值得做一名间谍。伍德哈尔很快招募了玛丽的丈夫埃默斯·昂德希尔（Amos Underhill）来采集情报。埃默斯和他的妻子玛丽在市内经营一家膳宿处。不过，埃默斯的报告经常太为不明确，没多大价值。
起初，伍德哈尔不得不返回锡托基特来将消息传递给凯莱布·布鲁斯特，以通过布鲁斯特将消息带到塔尔米奇那里或者通过他接收来自塔尔米奇的消息。在1778年12月，塔尔米奇安排了一些情报递送员，最初是乔纳斯·霍金斯，之后在初夏，则主要是奥斯汀·罗。他将带着消息在纽约与锡托基特间的55英里（89）长的距离上奔走，来将它们传递给布鲁斯特。这位情报递送员的任务是让布鲁斯特得到那些信件，而布鲁斯特将会在锡托基特附近的六个隐蔽的小海湾中的一个之上拾到那些消息，之后与他的轮换行动的捕鲸船船员们一起，带着它们跨越海峡，去康涅狄格的费尔菲尔德会见塔尔米奇。塔尔米奇之后会将它们带到华盛顿的司令部。这一耗时的任务在1779年1月由快递骑手的任务所取代。这些骑手负责将消息从塔尔米奇那里带到华盛顿那里。
当地的传说声称，锡托基特居民、亚伯拉罕·伍德哈尔的朋友与邻居安娜·斯特朗曾帮忙为这个间谍组传递过消息：当一名间谍准备递交情报之时，她会发出事前安排好的信号来发出指示。如果斯特朗在她的晾衣绳上挂了一条黑裙子，这就意味着布鲁斯特已经坐着他的捕鲸船来到镇子里了。紧接着，她会挂一些白手帕。手帕的不同数量暗示了可以找到布鲁斯特的六个隐匿地点之一。亚伯拉罕·伍德哈尔使用斯特朗的信号来在这些会面地点之一与布鲁斯特相会，或投递消息。历史学家理查德·韦尔奇写道，晾衣绳信号的传说是无可考证的，但是已知的是，英国人怀疑过一名锡托基特妇女有不效忠的行为，并且这名妇女符合安娜的情况。
布鲁斯特偶尔会将他自己的报告添加到库尔珀的消息中。在1779年2月上旬，华盛顿收到了一份1月份的报告。在这份报告中，布鲁斯特送来了关于纽约城的海军事务和小舟建造的信息，并警告当地的效忠派正在装备私掠船以准备在长岛海峡活动。
布鲁斯特关于海军事务的消息是和伍德哈尔的一条消息在一起的。而伍德哈尔的这条消息则精确地描绘了曼哈顿北端的合计约8500人的英国各团和指挥官们。伍德哈尔还报告了英军建造小舟的情况，证实了布鲁斯特的报告。塔尔米奇与华盛顿认为，这些小舟可能会移交纽约皇家总督兼（地方人民）少将威廉·特赖恩。特赖恩在这个冬季已经指挥了一场突袭。他可能会用这些小舟来通过水路进行运输或攻击，而攻击的对象可能是康涅狄格。
经过1779年的春天，伍德哈尔对于因為敌人发现变得更加焦虑并且在5月和6月几乎什么都没做。在1779年6月5日，长岛私掠船船长约翰·沃尔西（John Wolsey）在英国人逮捕后，为了获得假释告诉了英方官员们他听说过亚伯拉罕·伍德哈尔在从事可疑的事情。当伍德哈尔尚在纽约市时，女王游击兵的指挥官约翰·格雷夫斯·西姆科上校来到锡托基特找寻他。西姆科的士兵没有在家中找到伍德哈尔，便将他的父亲理查德·伍德哈尔（Richard Woodhull）法官打骂了一顿。亚伯拉罕·伍德哈尔的远亲露丝·伍德哈尔（Ruth Woodhull）是纽约民兵准将纳撒尼尔·伍德哈尔的姐妹或堂姐妹，也是效忠派民兵军官本杰明·弗洛伊德（Benjamin Floyd）上校的妻子。由于弗洛伊德的担保，亚伯拉罕逃离了逮捕。
在1779年6月下旬，华盛顿给塔尔米奇寄了一封信。在信中，他确认乔治·希格德（George Higday）可以接替伍德哈尔在纽约市当特工人员。英军在6月13日截住了一封来自华盛顿的信。信中提到了C某某、“液体”，以及塔尔米奇。在7月2日，英军骑兵在巴纳斯特·塔尔顿上校的指挥下攻击了塔尔米奇的营地并俘获了他的马和一些文件，其中包括那封提到了希格德的信。他们此时打算去俘获塔尔米奇本人，因为现在他们知道了他就是华盛顿情报行动的头。从塔尔米奇那里俘获的第二封信确认了一名叫C某某的密探正在纽约市行动，而塔尔米奇正是华盛顿的首席情报官。希格德逃脱了死刑，但是他将对华盛顿没有作用了，对试图招募他为双面间谍特工的克林顿也没有作用了。
伍德哈尔报告说，在锡托基特6月的事件之后，他不能继续在纽约市活动了，因为他仍然是存疑對象，不过，他为纽约市安排了一名新密探，并且他将去纽约完成这位新人的准备工作。

## 组织的扩展
在1779年6月，伍德哈尔雇用了罗伯特·汤森来在纽约市采集情报。汤森使用的化名是“小塞缪尔·库尔珀”（Samuel Culper, Jr.）。因为汤森在那里有业务忙，所以他的存在预计会比伍德哈尔造访那里激起更少的怀疑。汤森是一家效忠派报纸的社会专栏的作者，也是一名裁缝。通过他的作者身份和裁缝业务，以及他和效忠派报纸老板詹姆斯·里温顿对一家咖啡馆共有的兴趣，他还有机会接近英军军官们。而里温顿其实也是这个组织的一个秘密成员。

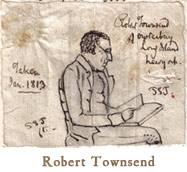
有帮助的间谍罗伯特·汤森 (间谍)的唯一的一幅已知的肖像，速写于19世纪00年代早期

在汤森开始他在纽约市的情报活动之后，伍德哈尔几乎专门在锡托基特进行操作。一个经过修正的交流网络在这之后建立起來。在这之中，汤森将会传递情报给一名情报递送员。起初是霍金斯，之后是霍金斯和罗，而在1779年9月之后，就由罗专门负责了。罗将会将情报带到锡托基特并将之传给伍德哈尔。传递的方法通常是通过情报秘密放置点。这个放置点是藏在田里的一个箱子，而这个箱子是罗从伍德哈尔那里租来的。伍德哈尔将会鉴定与评论得来的情报并将它传递给布鲁斯特，而布鲁斯特将会带着它穿越长岛海峡，并偶尔地添加一条他自己对情报的注释，之后将情报传递给塔尔米奇。塔尔米奇则通常会加上评论，再加上一个信封。

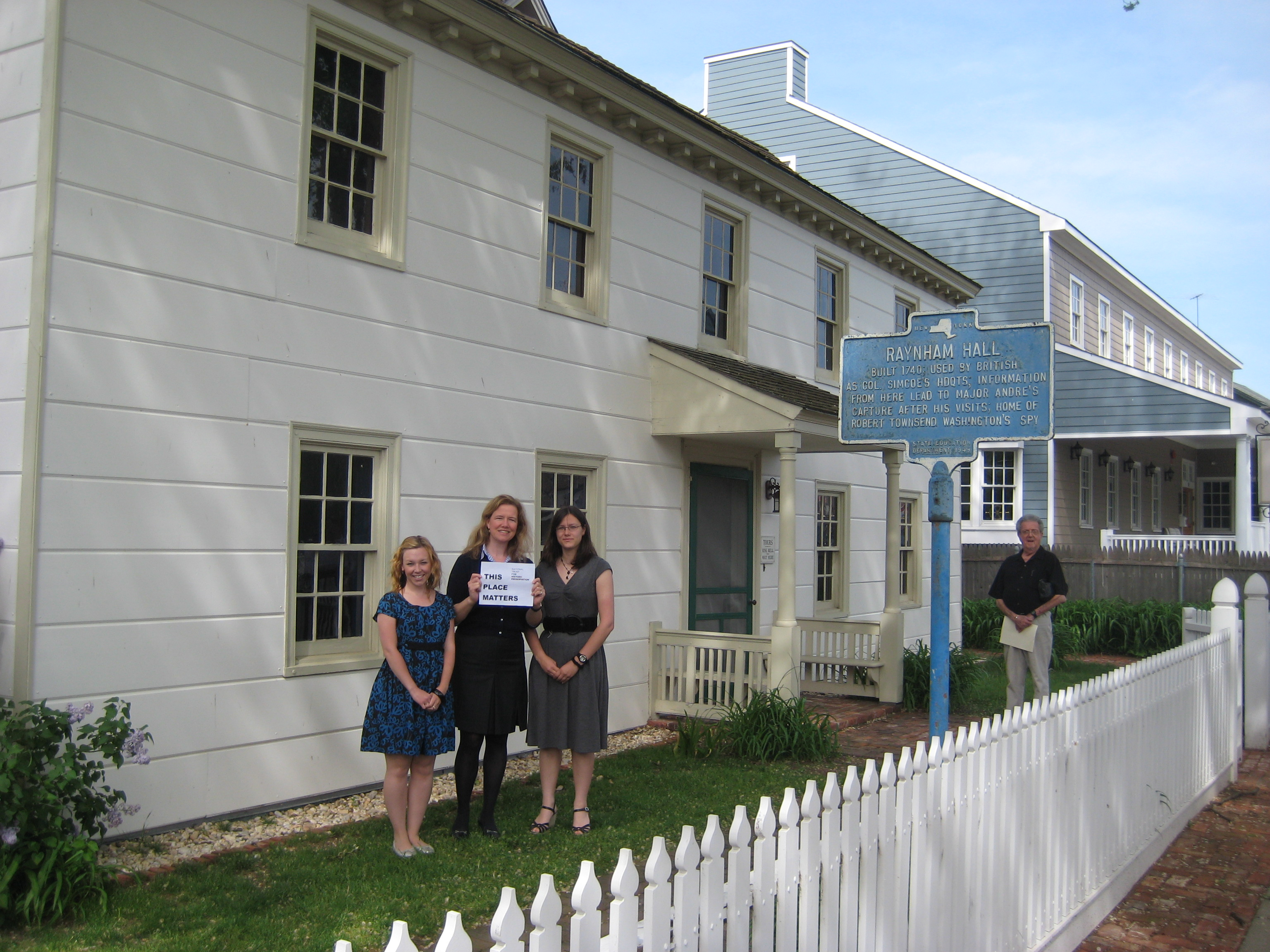
雷纳姆会堂博物馆，间谍罗伯特·汤森 (间谍)在奥伊斯特贝 (纽约州)的家，现为一家博物馆

如之前提到的，传说与许多原始资料都认为与声称锡托基特的安娜·斯特朗用信号来通知布鲁斯特有消息准备给他。斯特朗的方法是在她的晾衣绳挂黑裙子，而这对于航船在海峡中的布鲁斯特和位于附近农场的伍德哈尔来说，都是显而易见的。塔尔米奇与华盛顿互相收发消息的方法则是通过龙骑兵们的接力传递。这些龙骑兵们在此扮演了情报递送员。
霍金斯最初是英勇无畏的，但是他对于英军的巡逻变得越来越焦虑。在1779年4月到7月间，他的任务受到削减：在4月，伍德哈尔将霍金斯与罗都视为组织的情报递送员，而在7月，塔尔米奇将他的密码本中的一个密码数字给了罗，而没给霍金斯。
在1779年8月15日，伍德哈尔在加密的消息中写道，霍金斯不得不毁掉一封小库尔珀寄的信，否则会被逮捕。伍德哈尔在他8月15日的消息中写道，霍金斯坚持在一个偏远地方与汤森进行下一次的会面。汤森并不喜欢进行额外的冒险，也开始怀疑霍金斯的可靠性，亦后悔那些消息毁了。最终在1779年9月，由于霍金斯变得越来越焦虑，并且更重要的是，汤森拒绝再与他交涉了，因此，霍金斯停止了他作为情报递送员为组织的效力。在9月11日，伍德哈尔当了一次情报递送员，如此，他便能向汤森解释早先那些信的丢失。奥斯汀·罗之后成为了这个组织的唯一的固定情报递送员。

## 保密工作

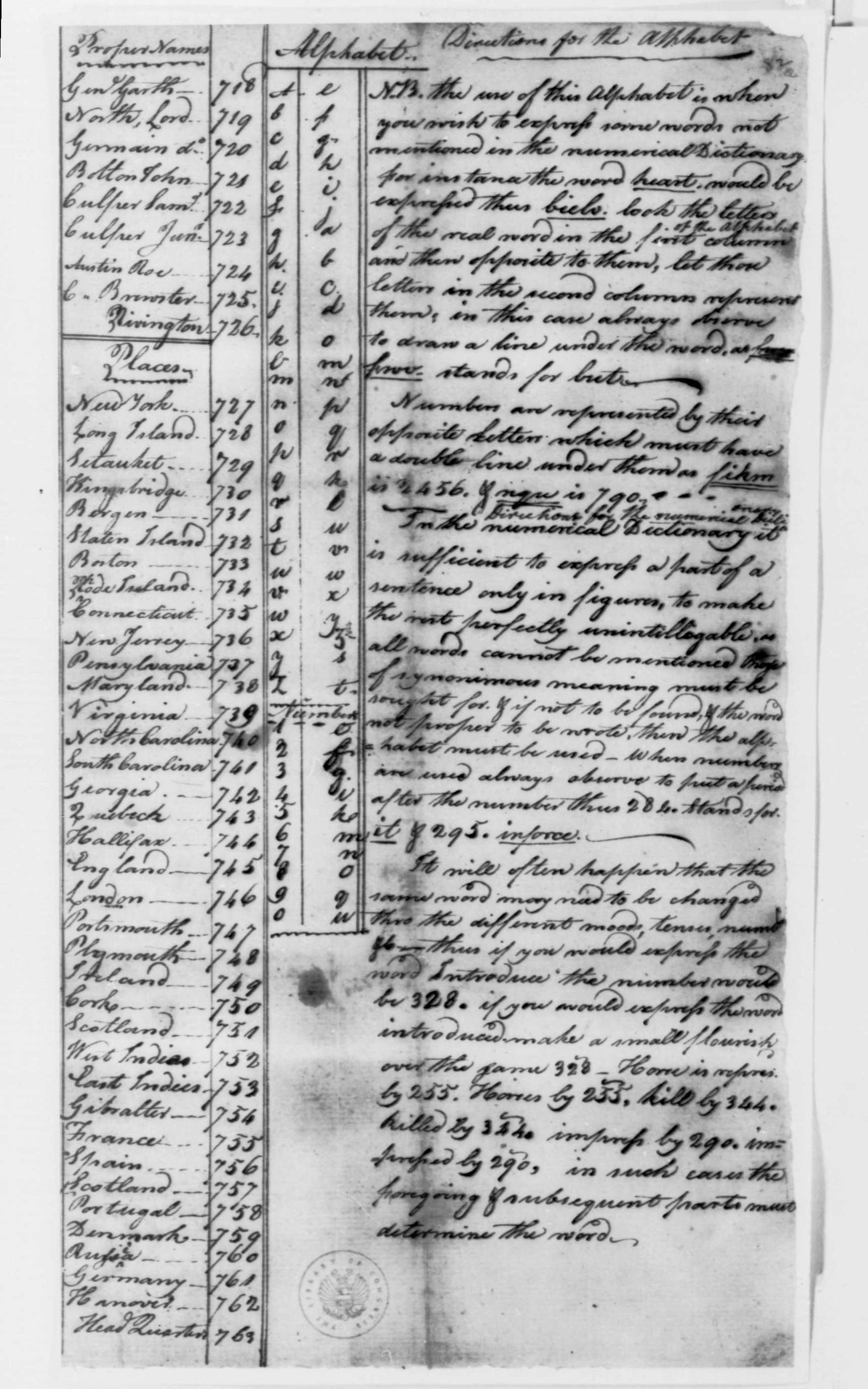
库尔珀组密码本的一页，显著的人名和地名与对应的数字排在一起

保密工作非常地严格，以至于华盛顿也并不知道所有间谍人员们的身份。伍德哈尔招募入隊的汤森尤其值得注意。尽管组织在纽约市与锡托基特间的主要情报递送员奥斯汀·罗，及其前任，在1779年9月前工作并且偶尔充当替补者的乔纳斯·霍金斯，这两人都不可避免地需要认识汤森，但是他的身份却没有暴露。
组织用来转达消息的技法包括在报纸上发布加密的消息和使用隐形墨水。这种墨水叫作“称心着色剂”，它写出来的那些线条显现出来后就是典型的字母了。
也许是还想着内森·黑尔，华盛顿设法确保了库尔珀组的间谍们有更多的支持并且行动更加地保密。通过塔尔米奇，华盛顿为他们提供了密码、情报秘密放置点及化名。塔尔米奇、伍德哈尔及汤森都得到密码名字。他们，再加上华盛顿、布鲁斯特、罗及里温顿，都獲授密码数字。乔治·华盛顿的密码数字是711。
一些原始资料提到了组织的一名仅知道叫特工355的女性成员，而其他的原始资料则相信，这一密码数字提到的是安娜·斯特朗，或者仅仅是对亚伯拉罕·伍德哈尔的一封信中的一名隐秘的推荐人的误解。

## 赫丘利斯·马利根与凯托
赫丘利斯·马利根得到亚历山大·汉密尔顿招募，为大陆军在纽约市做间谍工作。马利根生于1740年并且是汤森父亲的朋友。马利根，自由之子组织的一名积极成员，曾接受了华盛顿的助手亚历山大·汉密尔顿进入组织。当时汉密尔顿在1773年作为一名孤儿而来到了纽约，打算前往国王学院，即之后的哥伦比亚大学。此外，马利根还帮助汉密尔顿获得了一份军队委任状。马利根在罗伯特·汤森的住宅附近有一家时尚的服装店。他与伊丽莎白·桑德斯（Elizabeth Sanders）的婚礼也是在汤森宅举行的。伊丽莎白是一名皇家海军上将的女儿，这给了马利根接近那些军官们的机会，而那些军官们将会跟他谈论军事事务。
亚历山大·罗斯将马利根说成是一名“库尔珀组次级密探”。他写道，在汤森寄出了他的第一封库尔珀信那一天之后，不到六个星期，马利根便开始了他的活动。不过，马利根其实是在1776年末或1777年初就开始了他的活动，这比库尔珀组的形成早得多。历史学家斯蒂芬·诺特说，马利根与库尔珀组合作，但是他大多数的行动都是作为一名孤独的密探而行动的。亚历山大·罗斯声称，马利根给汤森信息，而汤森将之添加到他的报告中。
马利根的美籍非洲人奴隶凯托是他在他的情报活动中的“忠诚共犯”。凯托开始活动的时间不会迟于1777年4月，比库尔珀组的形成要早一年以上。在1779年1月，凯托将一份消息从马利根那里送到了乔治·华盛顿的助手亚历山大·汉密尔顿那里。该消息说，英国人计划绑架或杀死美军的领导人们，包括华盛顿及新泽西州州长威廉·利文斯顿。马利根是从他的兄弟休（Hugh）那里收到这一信息的。休与英军的一家承包商科特赖特公司（Kortright and Company）有关系。华盛顿与利文斯顿做了适当的预防。
在本尼迪克特·阿诺德倒向纽约英军之后，马利根因为遭疑有间谍行为而被拘捕。此时，湯森害怕自己也会曝光而暂停活动。伍德哈尔对这些信息发表了意见。他为汤森的灰心丧气而担心，并且也为“某个曾对这一通信系统有益者”的逮捕而忧虑。阿诺德并没有什么确凿的证据来指控马利根，因此他得以開釋，但是他可能在监狱中已经度过了长达五个月的时间，直到1721年2月獲釋。作家亨利·塞耶·马奥尼写道，英国人仅仅将马利根关了一小段时间，这是“英国反情报活动的失败”。
马利根獲釋后继续采集情报。他发现英国人计划当华盛顿在1781年3月5日去会见罗尚博时，在路上伏击他。由于马利根与凯托仍然被怀疑着而不能与华盛顿的司令部直接沟通，因此马利根将这一信息给了汤森，而汤森通过库尔珀组网络将之发送给了华盛顿。这一消息及时抵达，使得华盛顿避开了这一圈套并且通过另一路线去进行了会面。

## 视為告密者的其他人物
组织的成员从种种来源采集信息，其中包括除了不知情的英军军官之外的人。这些告密者或合伙人中的一些人，在那些他们视为情报人员的原始资料中，几乎不能找到或根本找不到他们的相关活动。这些人包括长岛居民约瑟夫·劳伦斯（Joseph Lawrence），以及伍德哈尔父亲的兄弟内森·伍德哈尔（Nathan Woodhull）上尉，他表面上是一名效忠派民兵军官，但却为亚伯拉罕·伍德哈尔提供信息，还有纳撒尼尔·拉格尔斯（Nathaniel Ruggles），一位生于1713年的校长与医师，贾舒尔·戴维斯（Joshua Davis），布鲁斯特的一名副手并且偶尔作为他的替代人，还有乔治·史密斯（George Smith），一名捕鲸船船员，他在战争快结束时接替了布鲁斯特，以及威廉·T·罗宾逊（William T. Robinson），一名商人。
亚历山大·罗斯写道，约翰·科克（John Cork）是一名未經确认的告密者所擁有的一个密码名字。亨利·塞耶·马奥尼则写道，纽约格罗顿的约翰·科克假冒为一名托利党人并且能够进出纽约市，因为他“与英军司令部极其亲密”。科克用隐形墨水给塔尔米奇写情报报告，或者对他进行口头报告。马奥尼声称，华盛顿与塔尔米奇将科克考虑为一名库尔珀组的宝贵的新成员。

## 组织中的女人
库尔珀组的女人包括身份仍未知的特工355，还有安娜·斯特朗、罗伯特·汤森的姐妹萨莉·汤森（Sally Townsend），以及亚伯拉罕·伍德哈尔的姐妹玛丽·昂德希尔。根据一些原始资料，玛丽·昂德希尔提供了关于约翰·安德烈少校及其化名约翰·安德森（John Anderson）的重要信息。包括以上几位女性在内的女人们都曾是为库尔珀组告密的人或这个组织的参与者。

## 情报链
|  |  |                           |                           |                           |                           |                           |                           |  |  |                       |                       |                       |                       |                       |                       |  |  | 乔纳斯·霍金斯（情报递送员） |                         |                         |                         |                         |                         |  |  |                               |                               |                               |                               |                               |                               |  |  |                         |                         |                         |                         |                         |                         |  |  |                           |                           |                           |                           |                           |                           |  |  |                               |                               |                               |                               |                               |                               |  |  |                           |                           |                           |                           |                           |                           |  |  |                     |                     |                     |                     |                     |                     |
|  |  |                           |                           |                           |                           |                           |                           |  |  |                       |                       |                       |                       |                       |                       |  |  |                             |                         |                         |                         |                         |                         |  |  |                               |                               |                               |                               |                               |                               |  |  |                         |                         |                         |                         |                         |                         |  |  |                           |                           |                           |                           |                           |                           |  |  |                               |                               |                               |                               |                               |                               |  |  |                           |                           |                           |                           |                           |                           |  |  |                     |                     |                     |                     |                     |                     |
|  |  |                           |                           |                           |                           |                           |                           |  |  |                       |                       |                       |                       |                       |                       |  |  |                             |                         |                         |                         |                         |                         |  |  |                               |                               |                               |                               |                               |                               |  |  |                         |                         |                         |                         |                         |                         |  |  |                           |                           |                           |                           |                           |                           |  |  |                               |                               |                               |                               |                               |                               |  |  |                           |                           |                           |                           |                           |                           |  |  |                     |                     |                     |                     |                     |                     |
|  |  | 赫丘利斯·马利根（纽约市） | 赫丘利斯·马利根（纽约市） | 赫丘利斯·马利根（纽约市） | 赫丘利斯·马利根（纽约市） | 赫丘利斯·马利根（纽约市） | 赫丘利斯·马利根（纽约市） |  |  | 罗伯特·汤森（纽约市） | 罗伯特·汤森（纽约市） | 罗伯特·汤森（纽约市） | 罗伯特·汤森（纽约市） | 罗伯特·汤森（纽约市） | 罗伯特·汤森（纽约市） |  |  | 奥斯汀·罗（情报递送员）     | 奥斯汀·罗（情报递送员） | 奥斯汀·罗（情报递送员） | 奥斯汀·罗（情报递送员） | 奥斯汀·罗（情报递送员） | 奥斯汀·罗（情报递送员） |  |  | 亚伯拉罕·伍德哈尔（锡托基特） | 亚伯拉罕·伍德哈尔（锡托基特） | 亚伯拉罕·伍德哈尔（锡托基特） | 亚伯拉罕·伍德哈尔（锡托基特） | 亚伯拉罕·伍德哈尔（锡托基特） | 亚伯拉罕·伍德哈尔（锡托基特） |  |  | 安娜·斯特朗（锡托基特） | 安娜·斯特朗（锡托基特） | 安娜·斯特朗（锡托基特） | 安娜·斯特朗（锡托基特） | 安娜·斯特朗（锡托基特） | 安娜·斯特朗（锡托基特） |  |  | 凯莱布·布鲁斯特（捕鲸船） | 凯莱布·布鲁斯特（捕鲸船） | 凯莱布·布鲁斯特（捕鲸船） | 凯莱布·布鲁斯特（捕鲸船） | 凯莱布·布鲁斯特（捕鲸船） | 凯莱布·布鲁斯特（捕鲸船） |  |  | 本杰明·塔尔米奇（费尔菲尔德） | 本杰明·塔尔米奇（费尔菲尔德） | 本杰明·塔尔米奇（费尔菲尔德） | 本杰明·塔尔米奇（费尔菲尔德） | 本杰明·塔尔米奇（费尔菲尔德） | 本杰明·塔尔米奇（费尔菲尔德） |  |  | 龙骑兵（情报递送员）      | 龙骑兵（情报递送员）      | 龙骑兵（情报递送员）      | 龙骑兵（情报递送员）      | 龙骑兵（情报递送员）      | 龙骑兵（情报递送员）      |  |  | 乔治·华盛顿（总部） | 乔治·华盛顿（总部） | 乔治·华盛顿（总部） | 乔治·华盛顿（总部） | 乔治·华盛顿（总部） | 乔治·华盛顿（总部） |
|  |  | 赫丘利斯·马利根（纽约市） | 赫丘利斯·马利根（纽约市） | 赫丘利斯·马利根（纽约市） | 赫丘利斯·马利根（纽约市） | 赫丘利斯·马利根（纽约市） | 赫丘利斯·马利根（纽约市） |  |  | 罗伯特·汤森（纽约市） | 罗伯特·汤森（纽约市） | 罗伯特·汤森（纽约市） | 罗伯特·汤森（纽约市） | 罗伯特·汤森（纽约市） | 罗伯特·汤森（纽约市） |  |  | 奥斯汀·罗（情报递送员）     | 奥斯汀·罗（情报递送员） | 奥斯汀·罗（情报递送员） | 奥斯汀·罗（情报递送员） | 奥斯汀·罗（情报递送员） | 奥斯汀·罗（情报递送员） |  |  | 亚伯拉罕·伍德哈尔（锡托基特） | 亚伯拉罕·伍德哈尔（锡托基特） | 亚伯拉罕·伍德哈尔（锡托基特） | 亚伯拉罕·伍德哈尔（锡托基特） | 亚伯拉罕·伍德哈尔（锡托基特） | 亚伯拉罕·伍德哈尔（锡托基特） |  |  | 安娜·斯特朗（锡托基特） | 安娜·斯特朗（锡托基特） | 安娜·斯特朗（锡托基特） | 安娜·斯特朗（锡托基特） | 安娜·斯特朗（锡托基特） | 安娜·斯特朗（锡托基特） |  |  | 凯莱布·布鲁斯特（捕鲸船） | 凯莱布·布鲁斯特（捕鲸船） | 凯莱布·布鲁斯特（捕鲸船） | 凯莱布·布鲁斯特（捕鲸船） | 凯莱布·布鲁斯特（捕鲸船） | 凯莱布·布鲁斯特（捕鲸船） |  |  | 本杰明·塔尔米奇（费尔菲尔德） | 本杰明·塔尔米奇（费尔菲尔德） | 本杰明·塔尔米奇（费尔菲尔德） | 本杰明·塔尔米奇（费尔菲尔德） | 本杰明·塔尔米奇（费尔菲尔德） | 本杰明·塔尔米奇（费尔菲尔德） |  |  | 龙骑兵（情报递送员）      | 龙骑兵（情报递送员）      | 龙骑兵（情报递送员）      | 龙骑兵（情报递送员）      | 龙骑兵（情报递送员）      | 龙骑兵（情报递送员）      |  |  | 乔治·华盛顿（总部） | 乔治·华盛顿（总部） | 乔治·华盛顿（总部） | 乔治·华盛顿（总部） | 乔治·华盛顿（总部） | 乔治·华盛顿（总部） |
|  |  |                           |                           |                           |                           |                           |                           |  |  |                       |                       |                       |                       |                       |                       |  |  |                             |                         |                         |                         |                         |                         |  |  |                               |                               |                               |                               |                               |                               |  |  |                         |                         |                         |                         |                         |                         |  |  |                           |                           |                           |                           |                           |                           |  |  |                               |                               |                               |                               |                               |                               |  |  |                           |                           |                           |                           |                           |                           |  |  |                     |                     |                     |                     |                     |                     |
|  |  |                           |                           |                           |                           |                           |                           |  |  | 凯托（情报递送员）    | 凯托（情报递送员）    | 凯托（情报递送员）    | 凯托（情报递送员）    | 凯托（情报递送员）    | 凯托（情报递送员）    |  |  |                             |                         |                         |                         |                         |                         |  |  |                               |                               |                               |                               |                               |                               |  |  |                         |                         |                         |                         |                         |                         |  |  |                           |                           |                           |                           |                           |                           |  |  |                               |                               |                               |                               |                               |                               |  |  | 亚历山大·汉密尔顿（总部） | 亚历山大·汉密尔顿（总部） | 亚历山大·汉密尔顿（总部） | 亚历山大·汉密尔顿（总部） | 亚历山大·汉密尔顿（总部） | 亚历山大·汉密尔顿（总部） |  |  |                     |                     |                     |                     |                     |                     |
|  |  |                           |                           |                           |                           |                           |                           |  |  | 凯托（情报递送员）    | 凯托（情报递送员）    | 凯托（情报递送员）    | 凯托（情报递送员）    | 凯托（情报递送员）    | 凯托（情报递送员）    |  |  |                             |                         |                         |                         |                         |                         |  |  |                               |                               |                               |                               |                               |                               |  |  |                         |                         |                         |                         |                         |                         |  |  |                           |                           |                           |                           |                           |                           |  |  |                               |                               |                               |                               |                               |                               |  |  | 亚历山大·汉密尔顿（总部） | 亚历山大·汉密尔顿（总部） | 亚历山大·汉密尔顿（总部） | 亚历山大·汉密尔顿（总部） | 亚历山大·汉密尔顿（总部） | 亚历山大·汉密尔顿（总部） |  |  |                     |                     |                     |                     |                     |                     |

## 结局
战争临近结束之时，美军关注的焦点是约克镇与查尔斯·康沃利斯勋爵，而库尔珀组对于华盛顿不再那么有意义，它的活动甚至短暂地停止了一段时间。华盛顿最后一次使用库尔珀组是在1782年美英双方在巴黎和谈之时。出于对英国人投降的诚意的怀疑，他再次启动了库尔珀组。罗伯特·汤森在他最后的一份报告中表明了胜利在望。
战争结束后，库尔珀组和华盛顿的其他情报组都遭到解散。
本杰明·塔尔米奇在战后作为一名联邦党人當選美国众议院议员，开始了他的政治生涯。
亚伯拉罕·伍德哈尔在战后也担任了一些小型行政职务，包括苏福克县地方行政官。
罗伯特·汤森在战后结束了他与纽约的业务联系并回到了奥伊斯特贝。他终身未婚，与姐妹萨莉一起住在家里，携手相老。
凯莱布·布鲁斯特在战后娶了费尔菲尔德的安妮·刘易斯（Anne Lewis）并与她一同迁到了费尔菲尔德。他先是当了铁匠，之后在美国缉私巡逻艇部队中担任长官。任职20年后，他解甲归田，在康涅狄格州布莱克罗克的农场上務農。
乔纳斯·霍金斯在战后加入了纽约民兵团，从上尉一直做到了少校。他在1803年退役。他从父亲那里继承了位于斯托尼布鲁克（Stony Brook）的自耕农场，并且在1797年开了一家酒馆与客栈。他的客栈也作为当地的邮局使用，他本人也兼任了邮局局长。
奥斯汀·罗在战后也加入了纽约民兵团，从中尉一直做到了上尉。罗也是东锡托基特的罗记酒馆（Roe's Tavern）的老板。1790年，乔治·华盛顿在长岛旅行时还在那里过过夜。
安娜·斯特朗在战后与丈夫西拉（Selah）一起在锡托基特平静地度过了余生。
赫丘利斯·马利根曾遭疑可能有过对效忠派的同情。在战争结束时，当英军撤出纽约市而乔治·华盛顿入城的那一天，华盛顿与他共进了早餐，洗清了他的嫌疑。
尽管凯托在战后的生活没有尋獲明确的相關记录，然而已知的是，在1785年1月25日，马利根与亚历山大·汉密尔顿及约翰·杰伊等18人一起创立了纽约奴隶解放协会。

## 组织在二十世纪的公开
公众直到20世纪30年代才知道这个组织的存在。通过对汤森宅中罗伯特·汤森以前写的那些信件的调查，罗伯特·汤森的“小库尔珀”的身份在1929年曝光。历史学家莫顿·彭尼帕克检阅了这些信件，发现了旅行大皮箱中的那些罗伯特·汤森写的信和关于乔治·华盛顿的收藏品中的“小塞缪尔·库尔珀”写的信在笔记上的相似。之后别的证据证实了汤森的身份。到了20世纪50年代，学者们才确认了詹姆斯·里温顿是组织的一员。

## 在流行文化中

### 游戏
- 育碧软件蒙特利尔子公司的电子游戏《刺客信条3》（2012）包含了一个通往库尔珀组的入口，并且在游戏内的事实数据库中，还有特工355。
- 菲拉克西斯公司的个人电脑游戏《文明：太空》包含了一个叫作“库尔珀集会所”的国家奇观。在成功完成了一次涉及到隐藏操作的探索之后，这个奇观就会创造出來。

### 文学
- 詹姆斯·费尼莫尔·库珀的小说《间谍（英语：The Spy (Cooper)）》（1821）可能是基于库尔珀组写的，并且可能尤其是基于伍德哈尔与汤森（合二为一的塞缪尔·库珀）。[130]
- 布赖恩·基尔梅德（英语：Brian Kilmeade）的书《乔治·华盛顿的秘密六人》（George Washington's Secret Six，2013）是关于库尔珀组的。[131]
- 布鲁斯·兰开斯特（Bruce Lancaster）的小说《秘密道路》（The Secret Road，1952）。[來源請求]
- 布拉德·梅尔策（英语：Brad Meltzer）的小说《内部组织》（The Inner Circle，2011）及其续集《第五名刺客（英语：The Fifth Assassin）》（2013）的主角是比彻·怀特（Beecher White），今日的库尔珀组的一名成员。
- 眩晕公司（英语：Vertigo (DC Comics)）的系列漫画书《Y：世上最后一个男人（英语：Y: The Last Man）》（2002）的主角是一名编号“355”的现代库尔珀特工。
- 罗斯安娜·M·怀特（Roseanna M. White）的库尔珀组系列小说《秘密组织》（Ring of Secrets）、《影子的低语》（Whispers from the Shadows）及《间谍集团》（Circle of Spies），在第1部中以历史上的库尔珀组为主角，并且在之后的若干部中，可能会以推测的结果继续之后的情节。[132]

### 电视
- 2014年美国经典电影频道（AMC）的电视剧《逆转奇兵：华盛顿的间谍（英语：Turn: Washington's Spies）》，基于亚历山大·罗斯（英语：Alexander Rose (author)）的历史书《华盛顿的间谍：美国第一个间谍组的故事（英语：Washington's Spies: The Story of America's First Spy Ring）》（2007），讲述了库尔珀组的故事的一个小说化的版本，其焦点是亚伯·伍德哈尔。
- 在《妙贼警探》的第4季第6集《身份危机》（Identity Crisis，2012）中，库尔珀组在今日的纽约市仍活动着，其成员是原来那些成员们的后代们。